# Michael Clarke Duncan
Michael Clarke Duncan (10 tháng 12 năm 1957 – 3 tháng 9 năm 2012) là một diễn viên người Mỹ, nổi tiếng với vai diễn đột phá John Coffey trong phim The Green Mile. Với vai diễn này ông đã được đề cử giải Oscar và giải Quả cầu vàng. Ông cũng đã được công nhận với các vai diễn trong các phim Armageddon, The Whole Nine Yards, The Scorpion King, Daredevil và vai trò lồng tiếng trong các phim Brother Bear, Kung Fu Panda và Green Lantern. Duncan qua đời do nhồi máu cơ tim vào năm 2012.

## Danh sách phim
| Năm  | Tựa đề                                                | Vai diễn                                    | Ghi chú |
| ---- | ----------------------------------------------------- | ------------------------------------------- | --- |
| 1995 | Friday                                                | Người chơi Crapsr                           | Không được ghi danh |
| 1997 | Back in Business                                      | Bảo vệ Huge                                 | — |
| 1998 | Caught Up                                             | BB                                          | — |
| 1998 | The Players Club                                      | Vệ sĩ                                       | Được gọi là Big Mike Duncan |
| 1998 | Bulworth                                              | Bouncer                                     | Được gọi là Michael "Big Mike" Duncan |
| 1998 | Ngày tận thế                                          | "Gấu"                                       | — |
| 1998 | A Night at the Roxbury                                | Roxbury Bouncer                             | Được gọi là Michael "Big Mike" Duncan |
| 1999 | The Underground Comedy Movie                          | Gay Virgin                                  | — |
| 1999 | Breakfast of Champions                                | Eli                                         | Được gọi là Michael Duncan |
| 1999 | Dặm xanh                                              | John Coffey                                 | Giải BFCA cho nam diễn viên phụ xuất sắc nhất Giải Sao Thổ cho nam diễn viên phụ xuất sắc nhất Giải Black Reel cho nam diễn viên phụ xuất sắc nhất Đề cử—Giải Oscar cho nam diễn viên phụ xuất sắc nhất Đề cử—Giải thưởng Hội phê bình phim Chicago cho nam diễn viên phụ xuất sắc nhất\r<br Đề cử—Giải thưởng Hội phê bình phim Chicago cho nam diễn viên có nhiều triển vọng nhất Đề cử—Giải Quả cầu vàng cho nam diễn viên điện ảnh phụ xuất sắc nhất Đề cử—Giải NAACP Image cho nam diễn viên phim điện ảnh xuất sắc Đề cử—Giải Điện ảnh MTV cho diễn xuất đột phá Đề cử—Giải của Hội phê bình phim online cho nam diễn viên phụ xuất sắc nhất Đề cử—Giải SAG cho nam diễn viên phụ xuất sắc nhất Đề cử—Giải SAG cho dàn diễn viên điện ảnh xuất sắc nhất |
| 2000 | The Whole Nine Yards                                  | Franklin 'Frankie Figs' Figueroa            | — |
| 2001 | See Spot Run                                          | Murdoch                                     | — |
| 2001 | Cats & Dogs                                           | Sam                                         | Lồng tiếng |
| 2001 | Hành tinh khỉ                                         | Attar                                       | — |
| 2002 | Vua bọ cạp                                            | Balthazar                                   | — |
| 2003 | Daredevil                                             | Wilson Fisk / The Kingpin                   | — |
| 2003 | George of the Jungle 2                                | Sư tử Mean                                  | Lồng tiếng |
| 2003 | Brother Bear                                          | Tug                                         | Lồng tiếng |
| 2003 | Kim Possible: A Sitch in Time                         | Future Wade                                 | Lông tiếng |
| 2004 | D.E.B.S.                                              | Mr. Phipps                                  | — |
| 2004 | George and the Dragon                                 | Tarik                                       | — |
| 2004 | Pursued                                               | Franklin                                    | — |
| 2005 | Racing Stripes                                        | Clydesdale                                  | Lồng tiếng |
| 2005 | Sin City                                              | Manute                                      | — |
| 2005 | The Golden Blaze                                      | Thomas Tatum / Quake                        | Lồng tiếng |
| 2005 | Dinotopia: Quest for the Ruby Sunstone                | Stinktooth                                  | Lồng tiếng |
| 2005 | The Island                                            | Starkweather Two Delta / Jamal Starkweather | — |
| 2005 | Stewie Griffin: The Untold Story                      | The Stork                                   | Lồng tiếng |
| 2005 | The Land Before Time XI: Invasion of the Tinysauruses | Big Daddy                                   | Lồng tiếng |
| 2006 | Talladega Nights: The Ballad of Ricky Bobby           | Lucius Washington                           | — |
| 2006 | Brother Bear 2                                        | Tug                                         | Lồngt tiếng |
| 2006 | School for Scoundrels                                 | Lesher                                      | — |
| 2006 | One Way                                               | The General                                 | — |
| 2006 | Air Buddies                                           | Wolf                                        | Lồng tiếng |
| 2007 | The Last Mimzy                                        | Nathanial Broadman                          | — |
| 2007 | Slipstream                                            | Mort / Phil Henderson / Patrolman           | — |
| 2008 | Welcome Home Roscoe Jenkins                           | Otis                                        | — |
| 2008 | Delgo                                                 | Elder Marley                                | Lồng tiếng |
| 2008 | Kung Fu Panda                                         | Chỉ huy Vachir                              | Lồng tiếng |
| 2008 | American Crude                                        | Spinks                                      | — |
| 2009 | The Slammin' Salmon                                   | Cleon Salmon                                | — |
| 2009 | Street Fighter: The Legend of Chun-Li                 | Balrog / M. Bison (Japan)                   | — |
| 2010 | Redemption Road                                       | Augy                                        | — |
| 2010 | Cats & Dogs: The Revenge of Kitty Galore              | Sam                                         | Voice |
| 2011 | Cross                                                 | Erlik                                       | |
| 2011 | A Crush on You                                        | Big Jim Nelson                              | |
| 2011 | Green Lantern                                         | Kilowog                                     | Lồng tiếng |
| 2011 | Legend of Kung Fu Rabbit                              | Slash                                       | Lồng tiếng Phát hành sau khi qua đời; Bản lồng tiếng Anh phát hành vào tháng 9 năm 2013 |
| 2012 | In the Hive                                           | Mr. Hollis                                  | Phát hành sau khi qua đời |
| 2013 | A Resurrection                                        | Addison                                     | Phát hành sau khi qua đời |
| 2013 | From the Rough                                        | Roger                                       | Phát hành sau khi qua đời |
| 2015 | The Challenger                                        | Duane                                       | Phát hành sau khi qua đời |